# Ribérac
Ribérac is een gemeente in het Franse departement Dordogne (regio Nouvelle-Aquitaine). De plaats maakt deel uit van het arrondissement Périgueux. Ribérac telde op 1 januari 2022 3.770 inwoners.
De Notre-Damekerk werd gebouwd in de twaalfde eeuw als kapel van een intussen verdwenen kasteel. Het is een voormalige kapittelkerk.

## Geografie
De oppervlakte van Ribérac bedraagt 22,79 km², de bevolkingsdichtheid is 169 inwoners per km² (per 1 januari 2019). Ribérac ligt op de zuidelijke oever van de Dronne, een zijrivier van de Isle.
De onderstaande kaart toont de ligging van Ribérac met de belangrijkste infrastructuur en aangrenzende gemeenten.

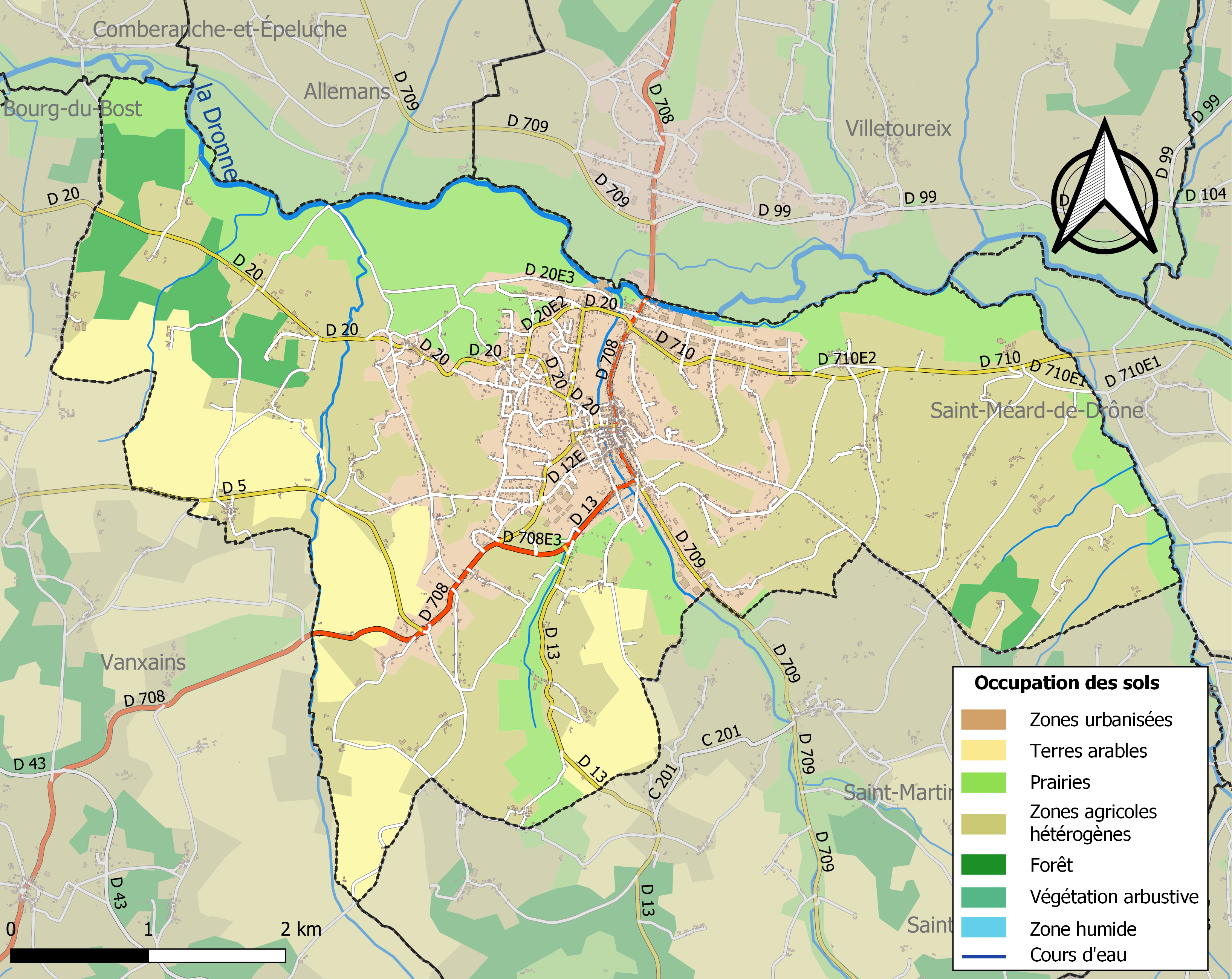

## Demografie
Onderstaande figuur toont het verloop van het inwonertal (bron: INSEE-tellingen).